# 로봇의 눈물
《로봇의 눈물》(Tears of Steel, 코드명 망고/Mango)은 톤 루즌달 제작, 이안 휴버트 감독/각본의 라이브 액션/CGI 단편 영화이다. 이 영화는 자유-오픈 소스 올인원 3D 컴퓨터 그래픽스 소프트웨어 패키지의 하나인 블렌더의 새로운 시각 효과 개선 기능을 사용하여 제작되었다.

## 개요
작업은 망고 오픈 무비 프로젝트로서 2012년 초에 시작되었다. 이 영화는 라이브 액션, 컴퓨터 생성 세트, 소품, 특수 효과의 결합체이다. 2012년 9월 26일 시청 및 다운로드를 위해 온라인으로 공식 개봉되었다.
이 단편 영화는 《엘리펀츠 드림》, 《빅 벅 버니》, 《요 프랭키》, 《신텔》에 이어 블렌더 재단의 다섯 번째 프로젝트이다. 《로봇의 눈물》은 오픈 콘텐츠 영화 및 게임의 제작을 용이하게 할 목적으로 구성된 설립 부서인 블렌더 인스티튜트에 의해 제작되었다.
이 영화는 블렌더 재단, 블렌더 커뮤니티의 기부금, 영화의 DVD 판매 전 영업, 네덜란드 필름 펀드, 시네그리드 암스테드람에 의해 기금 지원을 받았다. 이 영화 자체와 스튜디오에서 제작된 소재는 크리에이티브 커먼즈 라이선스를 통해 개봉되었다.

## 배경
이 단편 SF 영화는 파괴적인 로봇들로부터 세상을 구하기 위한 필사적인 시도 속에서 과거로부터 중대한 사건을 벌이는 미래 암스테르담의 구교회(Oude Kerk)에 모이는 전사들과 과학자들 단체에 관해 다룬다.

## 기술 정보
라이브 액션 동영상은 소니 F65 시네알타 디지털 모션 픽처 카메라를 사용하여 디지털로 촬영되었다. 완성된 영화는 4K, HD 해상도, 돌비 5.1 오디오, 2.35:1 가로세로비 포맷으로 시청 및 다운로드할 수 있다.
촬영은 네덜란드 암스테르담에서 이루어졌다.
모든 시각 효과, 컴퓨터 생성 콘텐츠, 합성 작업은 블렌더 소프트웨어 패키지를 통해 수행되었다.
유튜브의 망고 오픈 무비 채널은 영화 제작에 참여한 팀이 사용한 개발 및 기법들을 설명하는 여러 동영상들을 포함하고 있다. 또, Sutrabla 사용자가 "Throw it in the Canal."이라는 제목으로 올린 비하인드 다큐멘터리 영상도 있다.

## 반응
평론가 데이비드 마스터스(David Masters)는 연기가 곳곳에서 경직되어 있음을 지적하면서 영화의 시각 효과에 대해 칭찬하였다.